# Leslie Groves
Leslie Richard Groves Jr. (17 tháng 8 năm 1896 – 13 tháng 7 năm 1970) là một sĩ quan Công binh Lục quân Hoa Kỳ. Ông là người giám sát việc xây dựng Lầu Năm Góc và là người phụ trách chỉ đạo dự án Manhattan.